# Gal
Il gal, o galileo (simbolo: Gal), è un'unità di misura dell'accelerazione facente parte del sistema CGS. Prende il nome da Galileo Galilei, studioso italiano del tardo rinascimento che condusse importanti studi sull'accelerazione gravitazionale terrestre. Sebbene ci si possa riferire all'unità come "gal", per esprimere una misura si utilizza esclusivamente il simbolo "Gal" (con la "G" maiuscola), in modo da evitare possibili confusioni col gallone (simbolo: gal con la "g" minuscola), unità di misura anglosassone del volume. Il gal è un'unità derivata pari ad un centimetro per secondo quadrato (cm/s²), che nel Sistema Internazionale corrisponde a 0,01 m/s².
Non facendo parte del Sistema Internazionale, il gal viene usato di rado come unità di misura dell'accelerazione, a vantaggio invece del metro al secondo quadrato. Un suo sottomultiplo, il milligal (simbolo: mGal), trova impiego pratico nell'ambito tecnico della gravimetria geofisica, dove viene utilizzato per la misurazione dell'accelerazione gravitazionale terrestre (g), mediante apparecchiature chiamate gravimetri.
Considerando l'eguaglianza 1 Gal = 0,01 m/s² ed il valore convenzionale di g = 9,80665 m/s² si ottiene che il valore medio standard dell'accelerazione gravitazionale terrestre misura esattamente 980,665 Gal, ovvero 9,80665×105 mGal.